# Revista Estrangeira
Revista estrangeira: jornal mensal foi um jornal literário publicado em Lisboa entre 1853 e 1862, em cujos doze números se podia contar com "muitas biografias de contemporâneos ilustres; artigos relativos à memorável campanha do Oriente; viagens; contos; narrativas; costumes; poesias” e muitas ilustrações. A iniciativa desta publicação coube a Frederico Augusto Novais Corte Real e Luís Arsénio Marques Correia Caldeira, também eles os principais redatores dos artigos publicados, a quem se juntam, de forma mais discreta: Bulhão Pato,  Joaquim da Costa Cascais, Cardeal Saraiva e Luís Maria Bordalo.